# Lasy deszczowe Atsinanana
Lasy deszczowe Atsinanana (fr. Forêts humides de l’Atsinanana, ang. Rainforests of the Atsinanana) – obiekt z listy światowego dziedzictwa UNESCO, wpisany w 2007 roku. Obejmuje wilgotne lasy równikowe wschodniego Madagaskaru, których ekosystemy są istotne z punktu widzenia zachowania unikalnej, endemicznej fauny i flory wyspy. W skład obiektu wchodzą następujące parki narodowe:
- Park Narodowy Marojejy
- Park Narodowy Masoala
- Park Narodowy Zahamena
- Park Narodowy Ranomafana
- Park Narodowy Andringitra
- Park Narodowy Andohahela

W 2010 roku obiekt został uznany za dziedzictwo zagrożone ze względu na nadmierną eksploatację lasów w celu pozyskania palisandru i hebanu.